# Mercator-Astrolabien

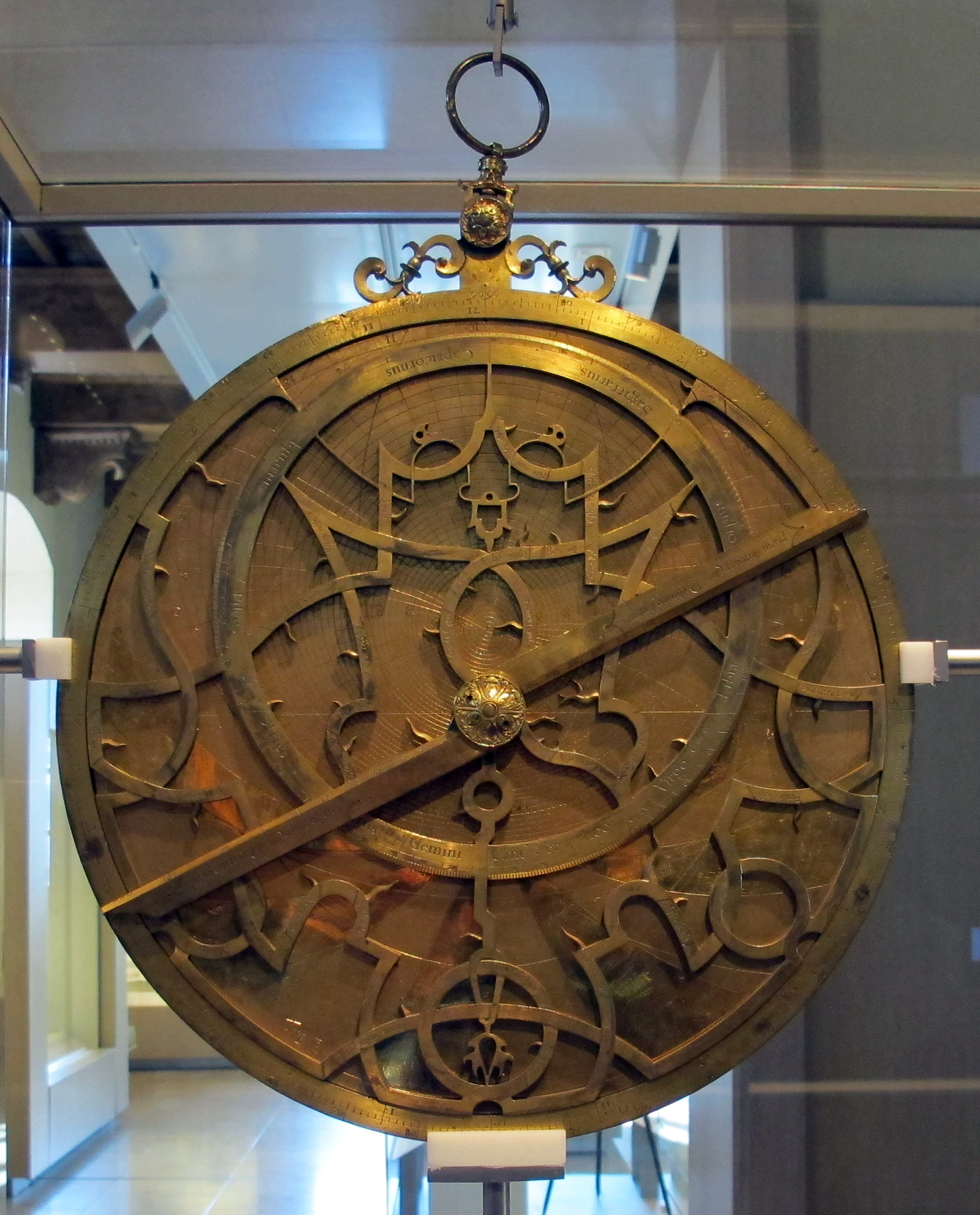
Das Astrolabium aus Florenz, das auf die Zeit um 1570 datiert wird

Bei den Mercator-Astrolabien handelt es sich um drei scheibenförmige, astronomische Recheninstrumente, die dem Kartografen Gerhard Mercator zugeschrieben werden. 

## Geschichte und Entstehung
Bereits während seiner Ausbildungszeit im flandrischen Löwen in den 1540er Jahren arbeitete Gerhard Mercator an verschiedenen mathematischen Instrumenten. Unter Anleitung des Gemma R. Frisius entstanden Armillarsphären, Astrolabien und Erd- bzw. Himmelsgloben. Daneben war er auch für den Goldschmied Caspar van der Heyden tätig, in dessen Werkstatt er mit dem später als Instrumentenmacher bekannten Thomas Gemini aus London zusammentraf.
Die drei erhaltenen Astrolabien Mercators weisen keine Jahreszahlen auf, sodass man auf Datierungen der Inschriften und der verwendeten Technik angewiesen ist. So wurde das Exemplar aus Brno mit zwei Diagrammen auf der Rückseite ausgestattet, die bei den beiden anderen Astrolabien fehlen. Da solche Diagramme im Laufe des 16. Jahrhunderts ihre Bedeutung für die Astronomie einbüßten, muss es sich bei dem Exemplar aus der tschechischen Republik um das älteste Astrolabium handeln.
Die beiden anderen Astrolabien wurden dagegen auf die frühe Duisburger Epoche datiert. Mercator verließ 1552 Flandern, um sich in der klevischen Handelsstadt anzusiedeln. Hierauf weisen stilistische Merkmale der beiden Objekte hin. Eventuell arbeitete der Kartograf bei der Herstellung der beiden Astrolabien mit seinem Sohn Rumold zusammen, aus dessen Hand wahrscheinlich die Tympana der Instrumente stammen.
Die Astrolabien von Gerhard Mercator wurden unter anderem für den Römisch-deutschen Kaiser Karl V. produziert. Daneben gelangten die teuren Instrumente auch für die Privatsammlungen weiterer Hochadeliger in Umlauf. So wurde das Florentiner Instrument mit dem Kosmografen Ignazio Danti in Verbindung gebracht, der seit 1562 für den Großherzog Cosimo I. de’ Medici tätig war. Damit kann das Florentiner Astrolabium auf die Zeit zwischen 1562 und 1575 datiert werden, meist wird die Datierung auf „um 1570“ eingegrenzt.

## Beschreibung
Alle drei Astrolabien wurden aus Blech geschaffen. Beim Exemplar aus Florenz haben sich fünf Original-Tympana erhalten, eine sechste wurde um 1570 in Florenz nachträglich für das Instrument geschaffen. Auf dem siebten erhaltenen Tympanon wurde der Nord- und der Südpol gestochen. Dagegen weisen die beiden anderen Astrolabien jeweils nur ein erhaltenes Tympanon auf. Die Instrumente können mit nur einem Tympanon gleichzeitig bestückt werden.
Die drei Mercator-Astrolabien wurden mit einer Grad-Zeitskala versehen. In jedem Quadranten finden sich die Markierungen von 90° bis 10°, wobei die 0° nicht gekennzeichnet wurden. Darunter verläuft die Zeitskala in Form von jeweils zweimal 12 Stunden. Lediglich beim Exemplar aus Brno wurden die Grad-Skala mit der Zeitskala kombiniert und beide Skalen in einer Reihe angeordnet. Die Mater in Augsburg und Brno wurden mit Diagrammen der Windrichtungen verziert. Diese Elemente fehlen am Florentiner Astrolabium. 
Die Rückseiten in Augsburg und Florenz wurden auf der jeweils linken Seite mit den gleichen Elementen gearbeitet, die rechte Seite blieb leer. Es handelt sich unter anderem um eine Umrechnungstabelle zwischen den sogenannten Planetenstunden und den weltlichen Stunden, wobei als Grundlage der Sonnenauf- bzw. Sonnenuntergang gewählt wurde. In Brno wurde auf der rechten Seite ein Diagramm zur Zeitmessung in ungeraden Stunden. Die linke Umrechnungstabelle ist dagegen um 90° gedreht. 
Die Reten der Astrolabien weisen die typischen Verzierungen flämischer Instrumente dieser Zeit auf. Sowohl auf dem Florentiner, als auch auf dem Augsburger Exemplar finden sich Zeichen für 50 verschiedene Sterne. In Brno sind lediglich 48 Sterne vermerkt. Namentlich bezeichnet wurden 42 Sterne, wobei andere zu Sterngruppen zusammengefasst wurden. In Brno finden sich nur 31 Sterne bzw. Sterngruppen, wobei manche Sterne am gleichen Standort mit anderen Namen bezeichnet wurden. 
Die Armilla aller drei Astrolabien unterscheiden sich kaum. Zwei s-förmige Klammern wurden in liegender Form an die Mater angebracht, diese weisen reiche Verzierungen auf. Darüber erhebt sich ein mit grotesken Köpfen verziertes Element, das zum Ring überleitet. Die Klammern scheinen stilisierte Delphine darzustellen. Lediglich auf dem Astrolabium aus Brno wurde ein Monogramm angebracht. Die Buchstaben „GMR“ wurden dabei so ineinander verschränkt, dass das Instrument gedreht werden muss, um alle Buchstaben zu erkennen.

## Exemplare
Lange Zeit waren keine astronomischen Instrumente aus der Hand des Gerhard Mercator bekannt. Erst 1992 wurde ein Astrolabium im Florentiner Museum zur Technikgeschichte durch den Oxforder Historiker Gerard L. E. Turner entdeckt. Es folgten in kurzen zeitlichen Abständen zwei weitere Instrumente, die aufgrund der Ähnlichkeit ebenfalls als Mercator-Instrumente ausgemacht wurden. Die drei bekannten Exemplare von Mercator-Astrolabien finden sich heute (Stand: 2022) in folgenden Sammlungen:
- Augsburg, Kunstsammlungen & Museen Augsburg, unmittelbar nach der Entdeckung und Identifizierung des Florentiner Astrolabiums wurde auch ein Instrument in den Augsburger Sammlungen Gerhard Mercator zugeschrieben. Es handelt sich um ein sehr ähnliches Objekt. Die Größe beider Astrolabien ist die gleiche.
- Brno, Mährisches Landesmuseum, das Astrolabium in Brno wurde ebenfalls kurz nach dem Florentiner Exponat identifiziert und Mercator zugeschrieben. Da es mit dem Monogramm „GMR“ (Gerardus Mercator Rupelmondanus) bezeichnet ist, war man hier nicht nur auf Stilzuschreibungen angewiesen.
- Florenz, Museo Galileo, der Historiker Gerard L. E. Turner identifizierte im Jahr 1992 das Astrolabium in der Sammlung des damaligen Istituto e Museo di Storia della Scienza als Mercator-Astrolabium, wobei vor allem Details der Bearbeitung hierfür den Ausschlag gaben.[5]